# Jo Wüthrich
Jo Wüthrich (Coevorden, 9 december 1903 – Haarlem, 26 oktober 1944) was een Nederlandse verzetsstrijder tijdens de Tweede Wereldoorlog.
Johannes Reinier Ernest Wüthrich werd op 9 december 1903 geboren te Coevorden. In 1924 vertrok Wüthrich naar Nederlands Indië en werkte bij verschillende cultures. Hij was later directeur van Wüthrichs Handelsbedrijf N.V. te Utrecht. Vanaf mei 1942 was Wüthrich samen met Cornelis Vlot redacteur van een landelijk informatieblad, het Bulletin genaamd. Dit ging in februari 1943 op in Je Maintiendrai, een ander illegaal blad. In augustus 1944 ontdekte de Sicherheitspolizei in Utrecht het hoofdkwartier van Je Maintiendrai, hetgeen ertoe leidde dat Vlot en Wüthrich werden gearresteerd.
Op 26 oktober 1944 werd hij samen met negen anderen vanuit het Huis van Bewaring aan de Weteringschans in Amsterdam, waar allen werden vastgehouden, per vrachtwagen naar Haarlem overgebracht en aan de voet van de Sint-Bavokathedraal doodgeschoten. Deze executies waren onderdeel van een Duitse represaillemaatregel voor de dood van politieman Fake Krist, die de dag ervoor door het Haarlemse verzet was geliquideerd.
Bij Koninklijk Besluit No. 17 van 7 mei 1946 werd Wüthrich postuum het Verzetskruis 1940-1945 toegekend,
"voor onder gevaarlijke omstandigheden betoonden moed, initiatief, volharding, offervaardigheid en toewijding in den strijd tegen den overweldiger van de Nederlandsche onafhankelijkheid en voor het behoud van de geestelijke vrijheid, daarbij in hem eerende een der uitingsvormen van het verzet, dat in zijn veelzijdige activiteit van 15 mei 1940 tot 5 mei 1945 in stijgende mate den vijand heeft geschaad en op onvergetelijke wijze tot de bevrijding van het Vaderland heeft bijgedragen."
Wüthrich werd gecremeerd in het Crematorium Velsen op de begraafplaats Westerveld. Zijn as werd verstrooid.
Zijn naam wordt vermeld op een in 1949 onthuld oorlogsmonument in Haarlem, Treurende vrouw, dat staat in het plantsoen aan de Westergracht, naast de Sint-Bavokerk. In Utrecht is een straat naar Wüthrich genoemd, de Jo Wüthrichlaan.
H.J. van Aalderen
· P. van As
· M. Assies
· J.J. Barendsen
· J.A. Beekman
· H.D.J. Beernink
· L.R. Beijnen
· C.J. van den Berg-van der Vlis
· L.A. Bleys
· G. de Boer
· A.A. Bontekoe
· E.J. Bosch ridder van Rosenthal
· D.A. van den Bosch
· I.J. van den Bosch
· J.H. Bosch
· J.C.J. baron Brantsen
· A.L. Charroin
· F.G.M. Conijn
· M. Crans
· R.J. Dam
· F. Datema
· K.H. Derkzen van Angeren
· H. Dienske
· J.L.G. Doornik
· V. Dreyfus
· N. Dupont
· F. Duwaer
· S. Esmeijer
· G.H. Gelder
· J. Gelderman
· W.J. Gertenbach
· E.A. Giran
· O. Giran
· C.H. de Groot
· P.G.S. Guermonprez
· A. Hahn
· W. van Hall
· J.C.H.F. van Hanxleden Houwert
· Th.W.L. baron van Heemstra
· J.J. Hendrikx
· J.L. Hesselberg
· W.J. Heukels
· I. van der Horst
· J. ter Horst
· H.P. Hos
· J.F.H.M. baron van Hövell van Wezeveld en Westerflier
· B. IJzerdraat
· L. Jansen
· A. Kalter
· G.W. Kastein
· A. Keuter
· T.J. Kroeze
· D.M.R.H. Kroon
· H.Th. Kuipers-Rietberg
· A. Meerwaldt
· J.A.A. Mekel
· J.D. van Melle
· D.C.B. Mesritz
· M.-L.C. Meunier
· J.J. Mohr
· J.L. Moonen
· A.C. Nagtegaal
· F. Nieuwenhuijsen
· B. Oosthoek
· J. Oranje
· T. Pannekoek
· J. Post
· A.J. Rozeman
· V.H. Rutgers
· F.R. Ruys
· W. Santema
· J.J. Schaft
· Jhr. J. Schimmelpenninck
· R.L.A. Schoemaker
· G. Schoonman
· W.P. Speelman
· M. van der Stoep
· B.M. Telders
· A.O.H. Tellegen
· O.R. Thomsen
· G. Tieman
· T.W. de Tourton Bruijns
· L.M. Valstar
· G.J. van der Veen
· D. Verloop
· M.A.E. Verspyck
· P.M.R. Versteegh
· C. Vlot
· G. Weidner
· J.H. Westerveld
· H.B. Wiardi Beckman
· J.W. Wildschut
· J.R.E. Wüthrich
· L. Zwanenburg
· Onbekende Joodse soldaat